# Belsassar

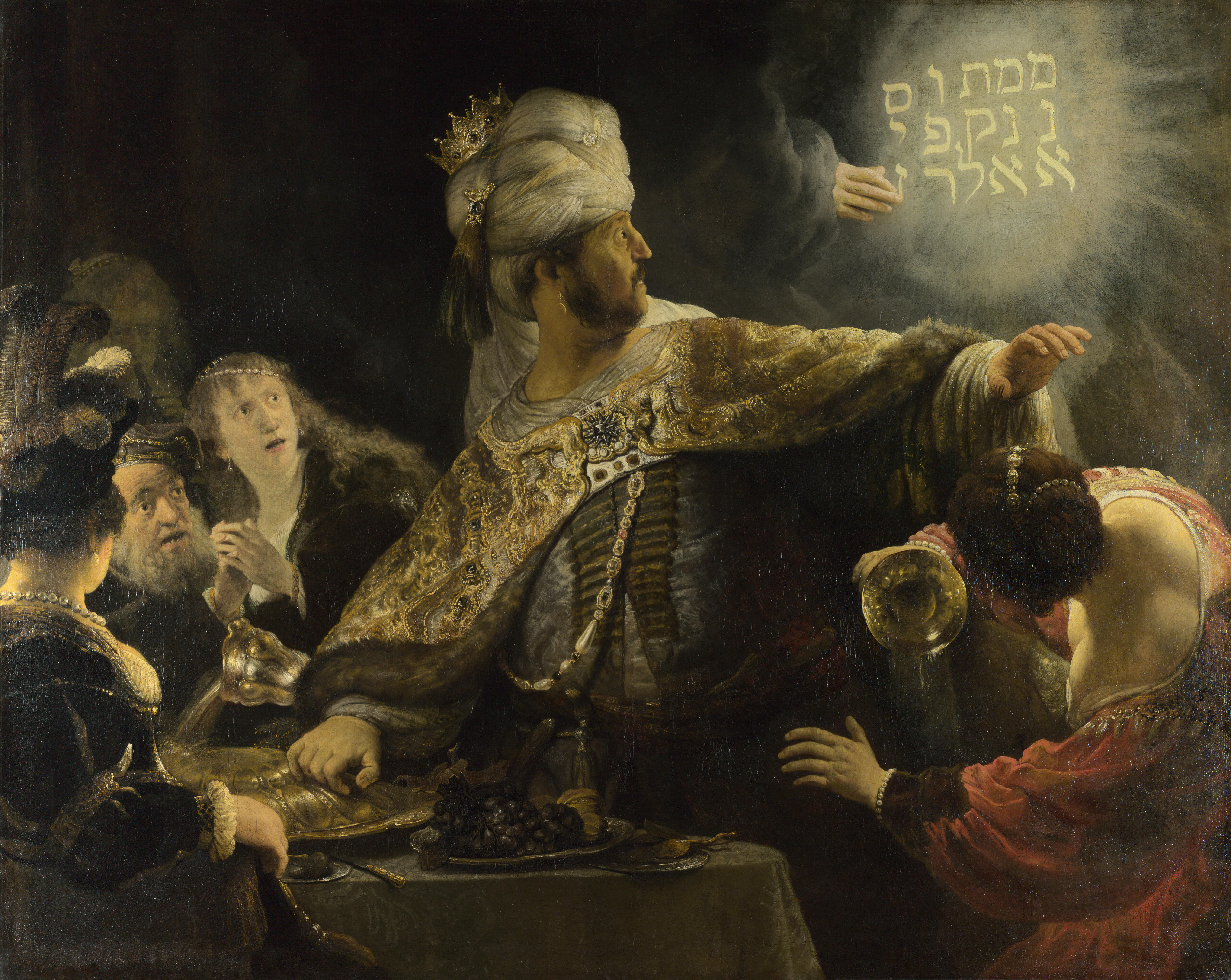
Rembrandts avbildning av Belsassar.

Belsassar eller Belshassar, Babylons siste kung, enligt skildringen i Daniels bok. Många historiker har ifrågasatt Bibelns skildring i fallet med Belsassar, eftersom Nabonid var kung enligt regentlängden i historiska källor. Det verkar dock som om Belsassar var Nabonids ställföreträdare i Babylon, då Nabonid föredrog att bosätta sig i Nineve. I Daniel 5:16 erbjuds Daniel att bli den "tredje herren i riket". Eftersom Nabonid var kung och Belsassar "andre herren" var det således ställning näst efter Belsassar som avsågs.
Belsassar är mest känd för att ha år 539 f.Kr. fått sin dödsdom via "skriften på väggen" - ett gudomligt budskap som ingen kunde tyda. Eftersom det kaldeiska språket skrevs utan vokaler, kunde uttydningen av det mystiska budskapet göras på olika sätt. Men profeten Daniel läste skriften och meddelade att kungen hade blivit "vägd på en våg och befunnen för lätt". Under kvällen hölls ett stort gästabud i kungens palats, och stadens portar var öppna mot floden Eufrat - kanske för att de omringande härarna, meder och perser under ledning av härföraren Kyros II, skulle höra festandet och bli modfällda. Kyros arméer hade avlett floden för att sänka vattennivån och kunde därför helt enkelt promenera in i staden och överrumpla befolkningen och erövra staden. Belsassar avrättades samma natt.